# Graphogaster dispar
Graphogaster dispar är en tvåvingeart som först beskrevs av Brauer och Julius Edler von Bergenstamm 1889.  Graphogaster dispar ingår i släktet Graphogaster och familjen parasitflugor. Arten är reproducerande i Sverige. Inga underarter finns listade i Catalogue of Life.